# Kasteel van Loppem

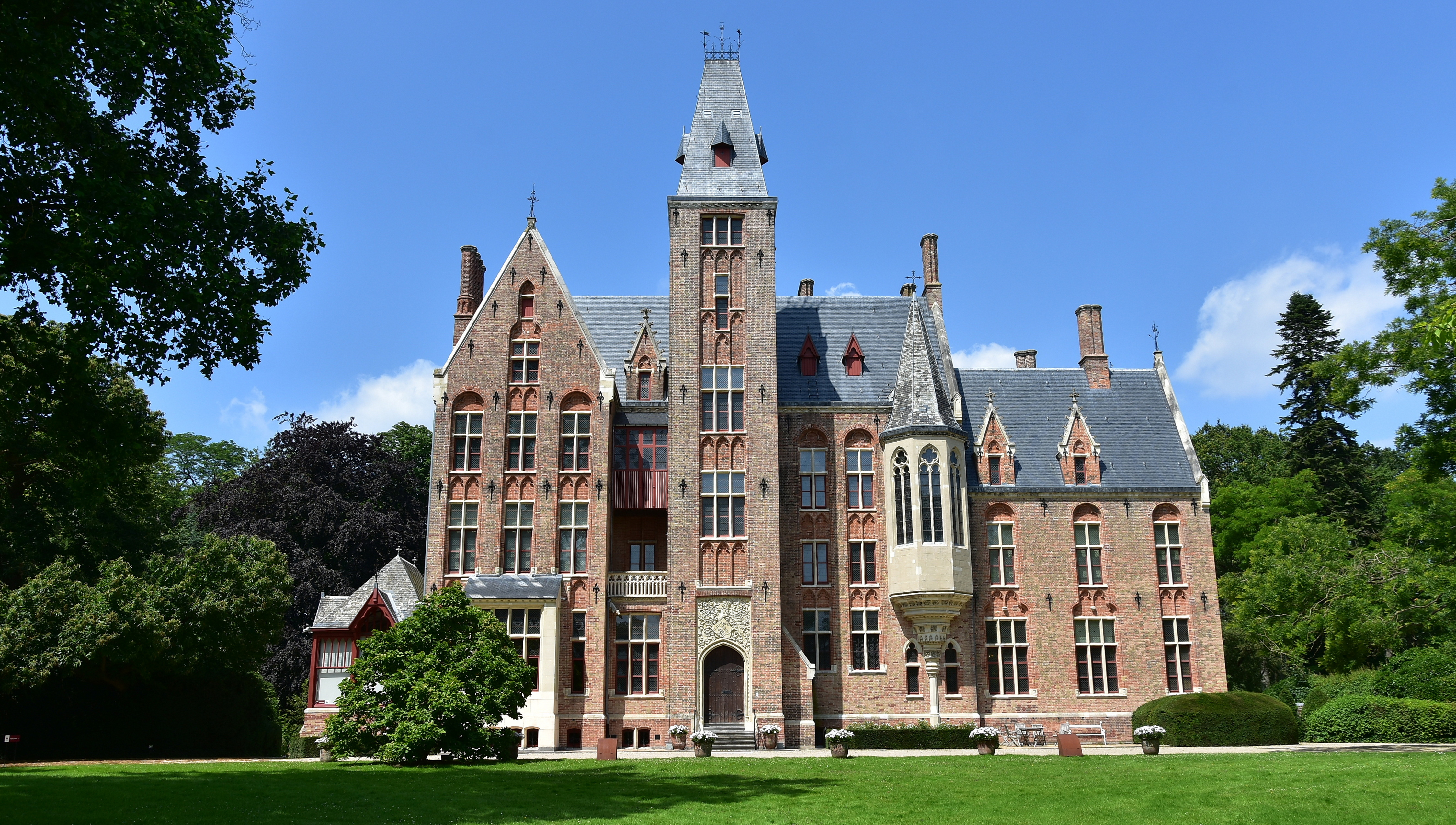
Het kasteel

Het kasteel van Loppem is een neogotisch kasteel met walgracht uit de 19de eeuw, gelegen te Loppem (Zedelgem) in de Belgische provincie West-Vlaanderen.
Het kasteel van Loppem is het enige kasteel in België waarvan de architectuur en het interieur volledig in hun oorspronkelijke staat zijn behouden. Het kasteel herbergt een grote kunstcollectie (waaronder een glasraam van rond 1460 dat een anonieme piëta voorstelt (Vlaamse Meesters in Situ)) en ligt in een park met vijvers en doolhof. Zowel het park als het kasteel zijn toegankelijk voor het publiek.

## Het kasteel
In 1856 werd door baron Charles van Caloen en zijn echtgenote gravin Savina de Gourcy Serainchamps de opdracht tot de bouw van een nieuw kasteel gegeven aan de Engelse architect Edward Welby Pugin. Deze taak werd drie jaar later overgenomen door Jean Bethune. Hij gaf het kasteel een Vlaams karakter, binnen de toen heersende neogotiek.

## De "regering van Loppem"
Het kasteel speelde een voorname rol in de politieke geschiedenis van België aan het einde van de Eerste Wereldoorlog. Van 24 oktober tot 25 november 1918 verbleven Koning Albert I en Koningin Elisabeth in het kasteel, wat er meteen het hoofdkwartier van het Belgisch leger en de zetel van de uitvoerende macht van maakte. De regering zelf, die uit Sainte-Adresse naar België was teruggekeerd, verbleef in Brugge in het Hotel du Commerce.
Op 21 november 1918 nam de regering van Gerard Cooreman ontslag en benoemde de koning Léon Delacroix tot nieuwe regeringsleider. Een regering van nationale eenheid werd gevormd met 6 katholieke, 3 liberale en 3 socialistische ministers. Deze regering werd de 'regering van Loppem' genoemd, hoewel ze er zelf nooit zetelde en de dag daarop ook de koning naar Brussel verhuisde. De belangrijkste beslissing die ze nam was het invoeren van het algemeen enkelvoudig stemrecht voor alle mannen vanaf 21 jaar. Deze beslissing was in feite ongrondwettelijk, en pas nadien werd de grondwet aangepast. Tegenstanders noemden dit 'le coup de Loppem' of ook wel 'de revolutie van Loppem'.
Was de koning al op 22 november met zijn onmiddellijke medewerkers in Brussel aangekomen, waar hij de verenigde Kamers toesprak, koningin Elisabeth en het koninklijk gevolg verlieten het kasteel van Loppem op maandag 25 november. De eigenaar van het kasteel, Albert van Caloen, was er zich van bewust dat Loppem dagen van historisch belang had beleefd.

## Het park

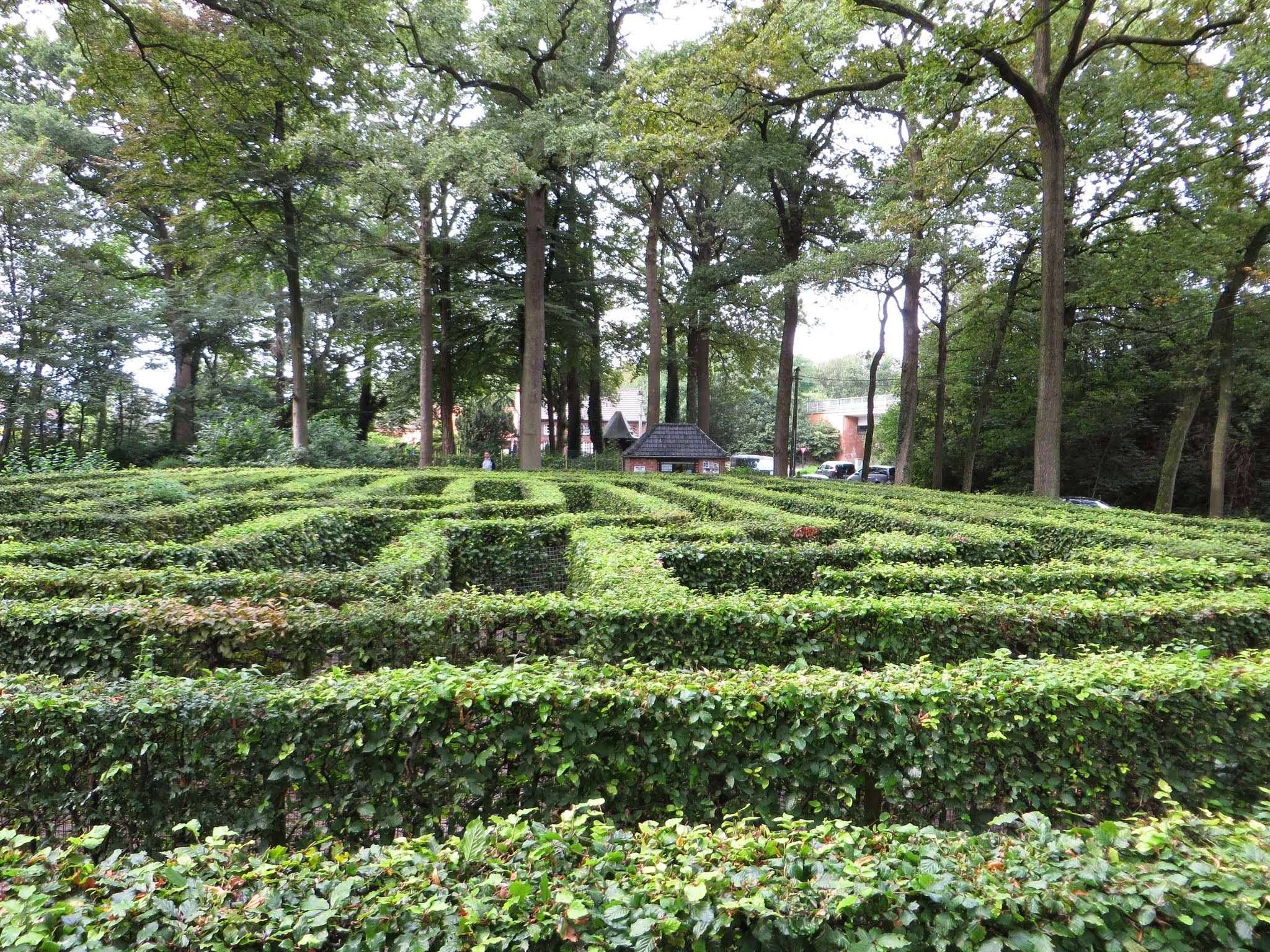
Doolhof bij Kasteel van Loppem

Het park werd oorspronkelijk aangelegd omstreeks 1800 als een jardin anglo-chinois. Gelijktijdig met de bouw van het kasteel werd door de Luikse tuinarchitect Jean Gindra het park omgevormd in Engelse landschapsstijl. In 1873 werd een doolhof aangeplant bestaande uit rode en groene haagbeuk, een ontwerp van Albert en Ernest van Caloen.

## Verdere geschiedenis
Baron Jean van Caloen was de laatste effectieve bewoner van het kasteel. Hij voorzag dat de volgende generaties er niet meer zouden willen in wonen en stichtte in 1952 de vereniging 'Stichting van Caloen', die eigenaar werd van kasteel en park.
In 1985 werd het kasteel als monument beschermd.
Het park werd vanaf 1974 voor een symbolische frank verhuurd aan de gemeente, die het onderhoudt en openstelt voor het publiek. Het kasteel wordt onderhouden en opengesteld door de Stichting.
In 2013 werd de 150 jaar van het kasteel met luister gevierd, zowel door de Stichting als door de gemeente Zedelgem.

## Galerij

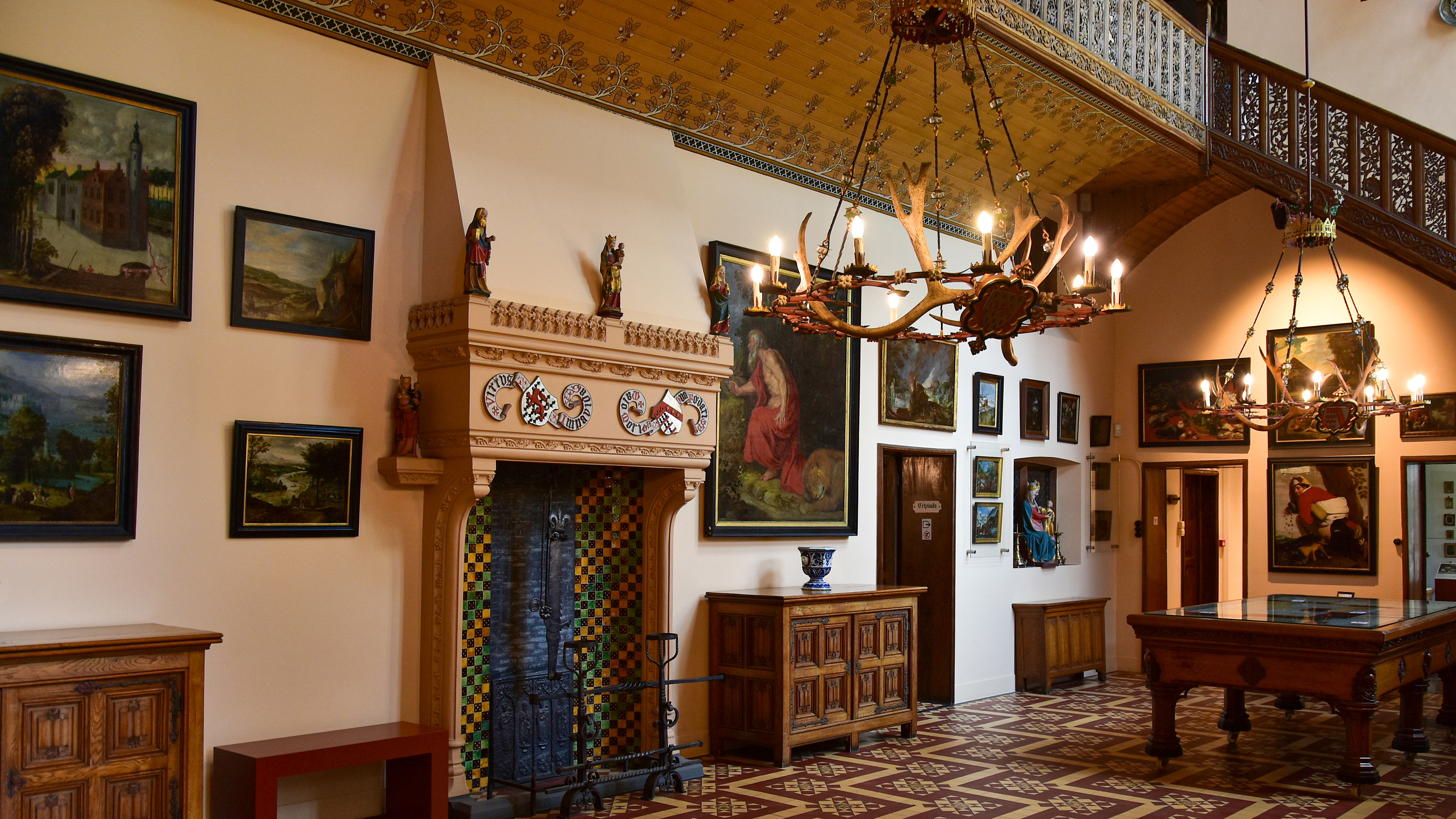
De inkomhal
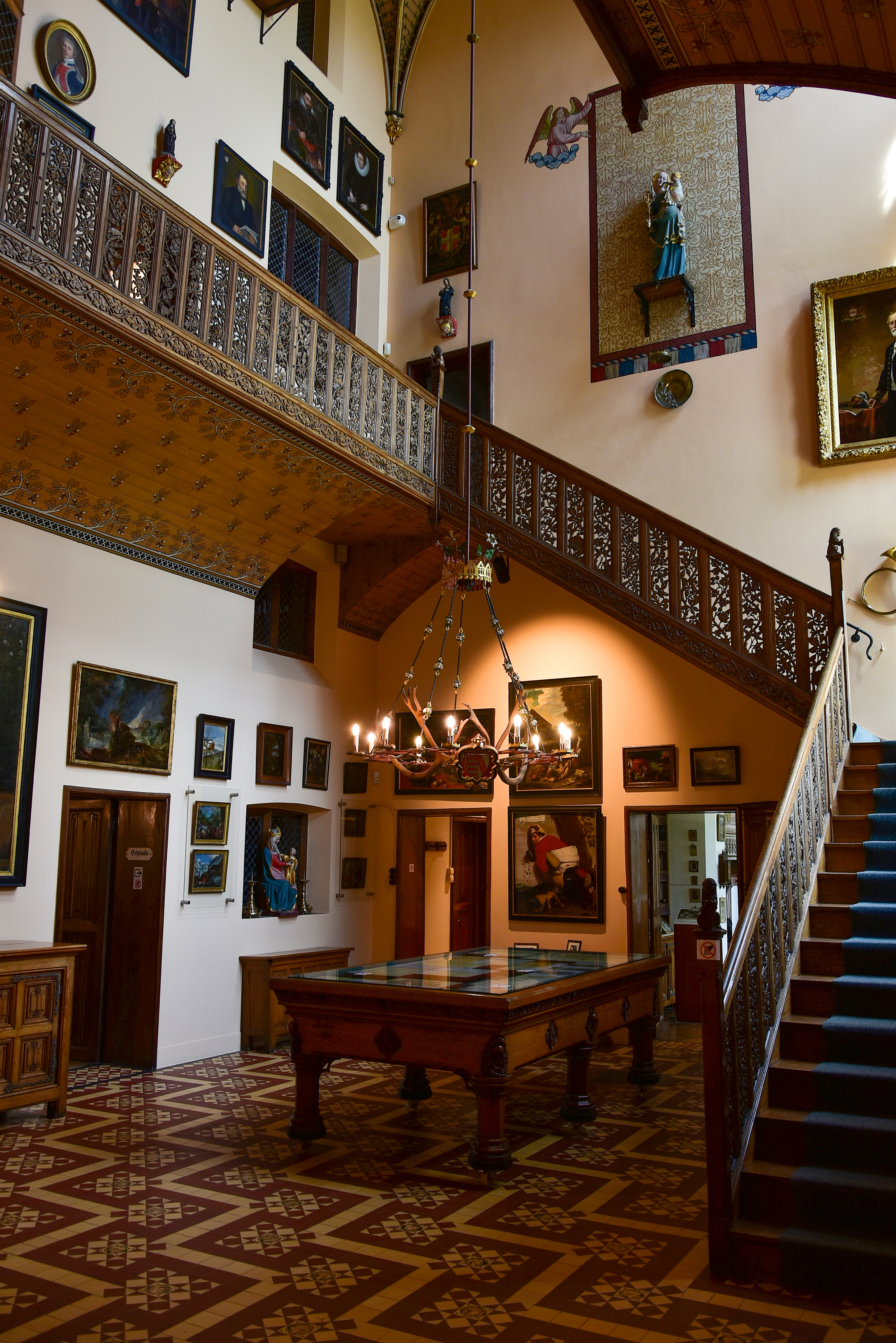
Hal met trap en balustrade
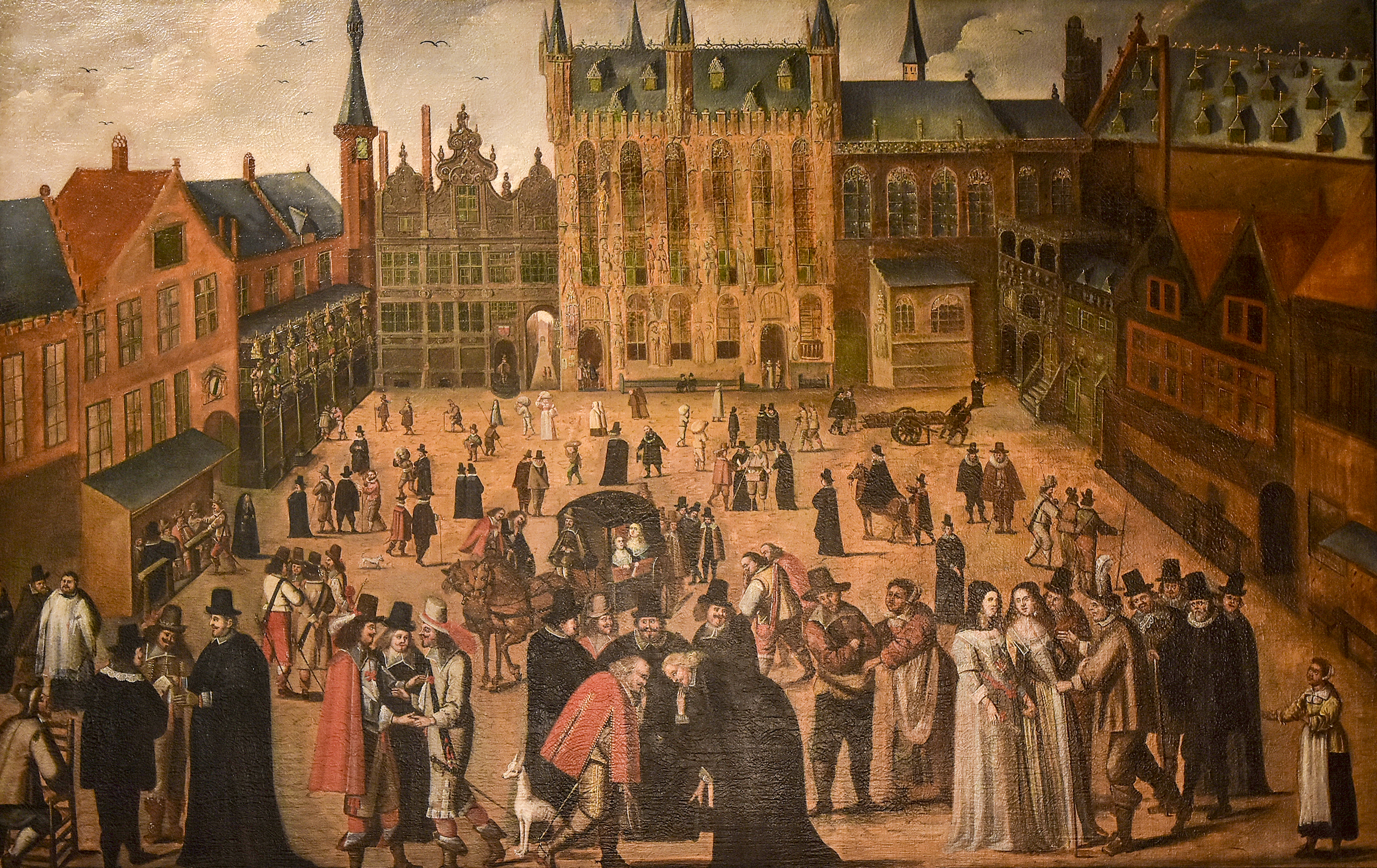
Anoniem, Burg van Brugge
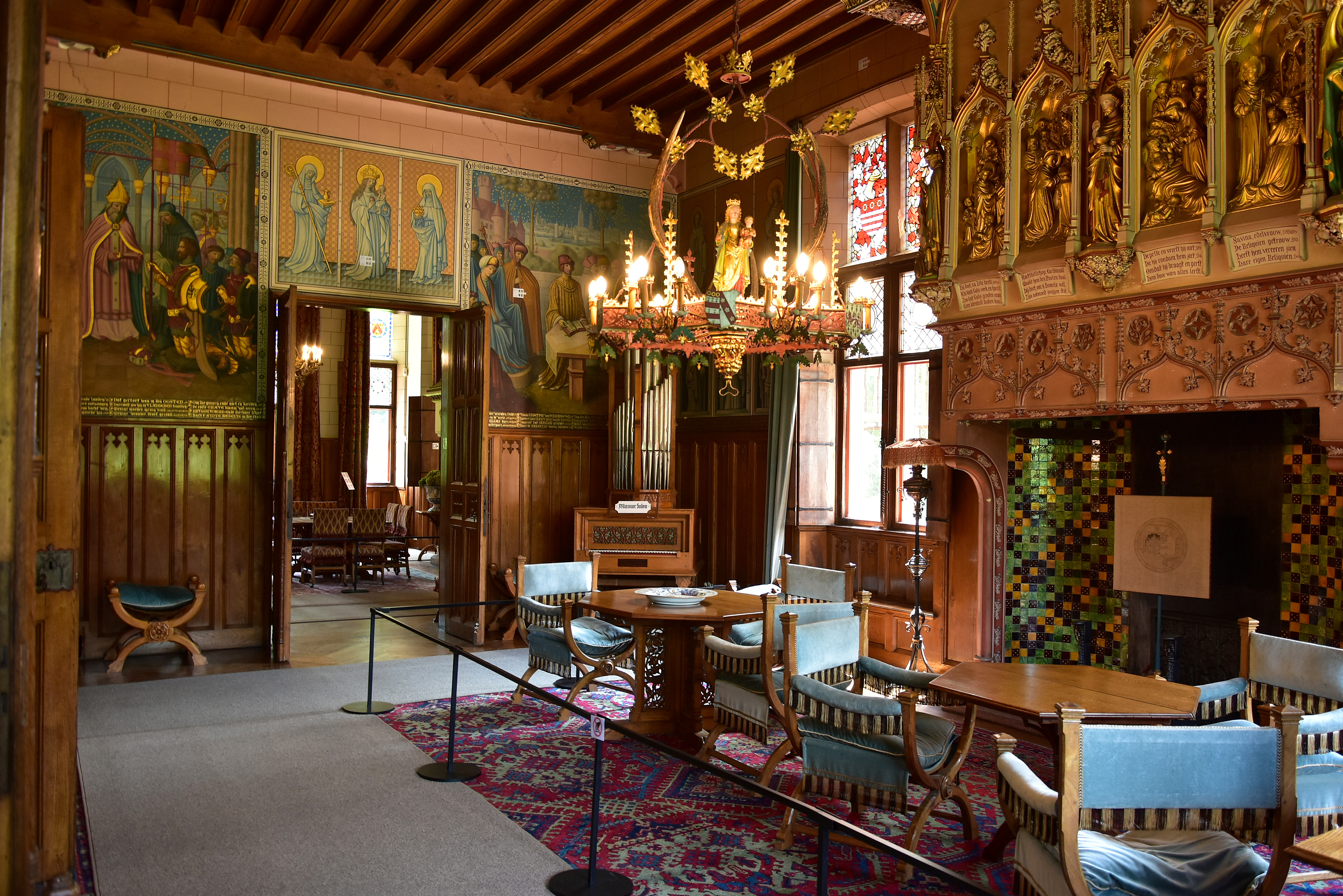
Salon Carolus Borromeus ("blauwe salon")